# En la selva no hay estrellas
En la selva no hay estrellas es una película dramática de 1966 escrita y dirigida por Armando Robles Godoy, basada en un cuento homónimo suyo. Una coproducción entre Argentina y Perú, se estrenó el 22 de diciembre de 1966. Tuvo como protagonistas a Jorge Aragón, Willie Griffiths, César David Miró y Jorge Montoro.
La película obtuvo el primer premio en el V Festival Internacional de Cine de Moscú de 1967.

## Sinopsis
Un hombre penetra en la selva recordando su pasado mientras huye con un valioso tesoro que estaba en poder de una tribu indígena . 

## Reparto
- Jorge Aragón	...	El Cauchero
- Willie Griffiths
- César David Miró	...	El Niño
- Jorge Montoro	...	El Indio Santos
- Luisa Otero	...	Vieja
- Susana Pardahl	...	La mujer
- Ignacio Quirós	...	El Hombre
- Tania Rey
- Eduardo Vargas
- Manuel Delorio   ...              El terrateniente
- Demetrio Túpac Yupanqui ...     El comunero

## Comentarios
La Nación dijo:

”Es un intento loable…de rescatar, a través de una sórdida historia de violencia y de primitivas pasiones un escenario y un mundo social típicamente americanos…Reviste interés en la medida que cumple esa finalidad testimonial y extrae la visión de un mundo agobiado por asfixiantes desequilibrios sociales .”

Manrupe y Portela escriben:

”Un asunto interesante acerca de la codicia y con mensaje, correctamente filmada en escenarios naturales de Perú.”